# Massacre de Cité Soleil em 2024
O Massacre de Cité Soleil em 2024  ocorreu entre os dias 6 e 11 de dezembro de 2024, na comuna de Cité Soleil em Porto Príncipe, Haiti, sendo perpetrado por uma gangue que controlava a área de Wharf Jeremie, deixando pelo menos 207 pessoas mortas, segundo as Nações Unidas. Os idosos praticantes de vodu haitiano foram supostamente os alvos principais.
O número de baixas - 207 fatalidades - se confirmado, torna o massacre o incidente de gangue mais mortal no Haiti em 2024.

## Ataque
De acordo com a Rede Nacional de Defesa dos Direitos Humanos (RNDDH), Monel “Mikano” Felix, líder da gangue de Wharf Jeremie, ordenou o ataque a idosos praticantes de vodu haitiano depois que um Hungã atribuiu a doença terminal do filho de Felix à bruxaria praticada na favela de Cité Soleil. Em 6 de dezembro de 2024, membros de gangues afiliados a Felix mataram pelo menos 60 pessoas, e mais de 50 indivíduos foram mortos no dia seguinte quando o filho de Felix morreu. Os assassinatos foram realizados com machetes, outras facas e armas de fogo. Pelo menos 127 das vítimas eram idosos (com mais de 60 anos de idade), embora testemunhas locais tenham atestado que alguns jovens que tentaram intervir nos ataques também foram mortos.
As notícias internacionais sobre o massacre só surgiram em 8 de dezembro de 2024, o que a RNDDH atribuiu ao acesso fortemente restrito à internet em áreas controladas por gangues em Porto Príncipe.

## Respostas
O governo haitiano chamou o massacre de um ato de "crueldade intolerável". O gabinete do primeiro-ministro prometeu "mobilizar todas as forças para rastrear e aniquilar" os responsáveis. O secretário-geral da ONU, António Guterres, pediu ao governo que "conduzisse uma investigação completa e garantisse que os perpetradores desses e de todos os outros abusos e violações dos direitos humanos fossem levados à justiça".